# Daru Asa
Daru Asa (Daruasa) ist eine osttimoresische Aldeia im Suco Raiheu (Verwaltungsamt Cailaco, Gemeinde Bobonaro). 2015 lebten in der Aldeia 340 Menschen.

## Geographie
Daru Asa liegt in der Mitte des Sucos Raiheu. Östlich befindet sich die Aldeia Ohoana, westlich die Aldeia Lete Aituto. Im Norden grenzt Daru Asa an den Suco Atudara und im Süden an das Verwaltungsamt Maliana mit seinem Suco Ritabou. Die Südgrenze bildet grob der Babonasolan, ein Nebenfluss des Marobo.
Im Nordosten erhebt sich der Foho Aituto (964 m), mit seinem Gipfel an der Grenze zu Lete Aituto. Vom Zentrum der Aldeia führen kleine Wasserläufe in tiefen Tälern nach Nordosten.
Südlich des Zentrums liegt Daru Asa, der Hauptort des Sucos, der deswegen auch Raiheu.genannt wird. Neben dem Sitz des Sucos befinden sich hier eine Grundschule, eine Kapelle und ein Hospital.
Weitere kleine Siedlungen befinden sich im Nordosten der Aldeia.

## Politik
2023 wurde Florindo Borges Mau Pelu zum Chefe de Aldeia gewählt.